# Lego Teenage Mutant Ninja Turtles
Lego Teenage Mutant Ninja Turtles er et Lego-tema, der er baseret på Teenage Mutant Ninja Turtles, som blev skabt af Kevin Eastman og Peter Laird. Det eksisterede fra 2012 til 2014 og inkluderede både sæt der var baseret på en animeret tv-serie fra 2012 og en filmen fra 2014 af Michael Bay.
Selvom temaet kun eksisterede i kort tid, så var en LEGO-version af Michelangelo kort med som cameo i LEGO Filmen fra 2014. Temaet blev afviklet, da Mega Bloks købte licens til at fremstillet byggeklods-baseret legetøj til Ninja Turtles.

## Sæt
| Nummer | Sæt                             | Udgivet | Antal dele | Minifigurer                                                       | Baseret på              | Reference |
| ------ | ------------------------------- | ------- | ---------- | ----------------------------------------------------------------- | ----------------------- | --------- |
| 30270  | Kraang's Turtle Target Practice | 2012    | 36         | The Kraang                                                        | Animeret serie fra 2012 | [ 2 ]     |
| 30271  | Mikey's Mini-Shellraiser        | 2012    | 47         | Michelangelo                                                      | Animeret serie fra 2012 | [ 3 ]     |
| 79100  | Kraang Lab Escape               | 2012    | 90         | Foot Soldier, Michelangelo                                        | Animeret serie fra 2012 | [ 4 ]     |
| 79101  | Shredder's Dragon Bike          | 2012    | 198        | Donatello, Foot Soldier, Shredder                                 | Animeret serie fra 2012 | [ 5 ]     |
| 79102  | Stealth Shell in Pursuit        | 2012    | 162        | Fishface, Foot Soldier, Raphael                                   | V                       | [ 6 ]     |
| 79103  | Turtle Lair Attack              | 2012    | 488        | Chris Bradford, Foot Soldier, Leonardo, Raphael, Splinter         | Animeret serie fra 2012 | [ 7 ]     |
| 79104  | The Shellraiser Street Chase    | 2012    | 620        | Dogpound, Foot Soldier, Leonardo, Michelangelo, The Kraang        | Animeret serie fra 2012 | [ 8 ]     |
| 79105  | Baxter Robot Rampage            | 2012    | 397        | April O'Neil, Baxter Stockman, Donatello, Mouser                  | Animeret serie fra 2012 | [ 9 ]     |
| 79115  | Turtle Van Takedown             | 2014    | 368        | Foot Soldier, Michelangelo, Raphael, Vern                         | Filmen fra 2014         | [ 10 ]    |
| 79116  | Big Rig Snow Getaway            | 2014    | 741        | April O'Neil, Foot Soldier, Karai, Leonardo, Raphael              | Filmen fra 2014         | [ 11 ]    |
| 79117  | Turtle Lair Invasion            | 2014    | 888        | Donatello, Foot Soldier, Leonardo, Shredder, Splinter             | Filmen fra 2014         | [ 12 ]    |
| 79118  | Karai Bike Escape               | 2014    | 88         | Karai, Leonardo                                                   | Animeret serie fra 2012 | [ 13 ]    |
| 79119  | Mutation Chamber Unleashed      | 2014    | 196        | Raphael, Spider Bytez, Victor                                     | Animeret serie fra 2012 | [ 14 ]    |
| 79120  | T-Rawket Sky Strike             | 2014    | 286        | Donatello, Kirby O’Neil, Michelangelo, The Kraang                 | Animeret serie fra 2012 | [ 15 ]    |
| 79121  | Turtle Sub Undersea Chase       | 2014    | 684        | Donatello, Leatherhead, Leonardo, The Kraang                      | Animeret serie fra 2012 | [ 16 ]    |
| 79122  | Shredder's Lair Rescue          | 2014    | 478        | Foot Soldier, Michelangelo, Raphael, Robot Foot Soldier, Shredder | Animeret serie fra 2012 | [ 17 ]    |